# Franz Caspar (Psychologe)

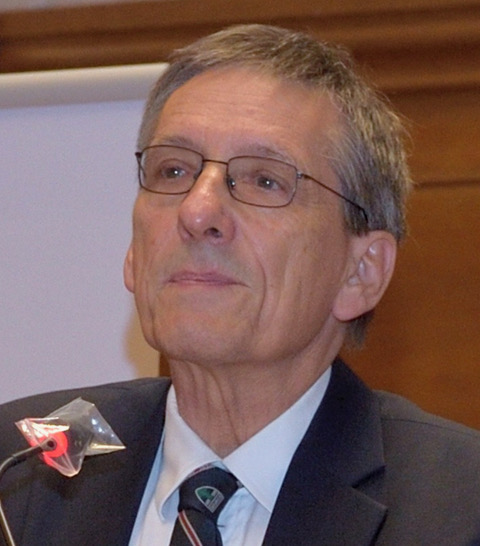
Franz Caspar (2024)

Franz Caspar (* 11. Februar 1953) ist ein Schweizer Psychologe. Er war 2007–2018 Ordentlicher Professor an der Universität Bern und Leiter der Abteilung Klinische Psychologie und Psychotherapie, der zugehörigen psychotherapeutischen Ambulanz und zweier Psychotherapie-Weiterbildungsprogramme. 2010–2012 war er Dekan der Philosophisch-humanwissenschaftlichen Fakultät der Universität Bern. Seit 2018 ist er emeritiert.

## Leben
Er wurde als zweites Kind des Schweizer Ethnologen Franz Caspar und seiner Frau Frauke am 11. Februar 1953 in Hamburg geboren. Von 1959 bis 1965 besuchte er in Zürich die Primarschule und 1965 bis 1971 das Gymnasium Freudenberg. Ab 1972 studierte er Psychologie und Politikwissenschaft an der Universität Hamburg und schloss im Juni 1977 mit Diplom ab. 1985 wurde Franz Caspar an der Universität Bern promoviert, wo er zehn Jahre später (1995) im Fach Psychologie habilitiert wurde.
Er hat zwei Söhne, Cyril (* 1989) und Sylvan (* 1992) und ist in zweiter Ehe mit der Psychologin und Psychotherapeutin Martina Belz verheiratet.

## Berufliche Karriere
Von 1977 bis 1979 arbeitete er teilzeitlich in Forschung und Lehre und unterrichtete u. a. Psychologie an Gymnasien und in der Krankenpflege. Er hatte an der Universität Hamburg Lehraufträge und arbeitete für ein Projekt des Niedersächsischen Kultusministeriums. Von 1979 bis 1985 war er Assistent am Institut für Psychologie der Universität Bern. Er beteiligte sich dort am Aufbau des Lehrstuhls für Klinische Psychologie und der Psychotherapie-Ambulanz des Instituts.
1985 bis 1999 war er am gleichen Institut zuerst Oberassistent und dann Dozent. Einen Teil dieser Zeit verbrachte er mit Forschungsstipendien des Schweizerischen Nationalfonds in Nordamerika: Okt. 1987 bis Okt. 1988 bei Walter Kintsch am Institute of Cognitive Science, University of Colorado Boulder und Okt. 1988 bis Sept. 1989 bei Jeremy Safran und Zindel Segal am Clarke Institute of Psychiatry in Toronto. Von 1995 bis 1996 vertrat er den Lehrstuhl Klinische und Physiologische Psychologie in Tübingen. 1996 bis 1997 hatte er einen Lehrauftrag als Universitätsdozent an der Universität Wien. Von 1997 bis 1999 war er nebenamtlich Leitender Psychologe an der Psychiatrischen Klinik Sanatorium Kilchberg in Kilchberg ZH.
Von 1999 bis 2005 hatte er den Lehrstuhl Klinische Psychologie und Psychotherapie an der Albert-Ludwigs-Universität Freiburg inne und von 2005 bis 2007 den Lehrstuhl für Klinische Psychologie für Erwachsene und Psychotherapie an der Universität Genf.
Im September 2007 wurde er als Nachfolger von Klaus Grawe auf das Ordinariat in Klinischer Psychologie und Psychotherapie an der Universität Bern berufen. Dort war er Leiter der Abteilung Klinische Psychologie und Psychotherapie und der zugehörigen psychotherapeutischen Ambulanz. Er hat zwei Psychotherapie-Weiterbildungsprogramme verantwortet.
2010 bis 2012 war er Dekan der Philosophisch-humanwissenschaftlichen Fakultät der Universität Bern.
Von 2013 bis 2020 war er Forschungsrat für das Fach "Klinische Psychologie" beim Schweizerischen Nationalfonds.
Therapeutenzertifikate erhielt er in den Kantonen Bern, Zürich und Genf sowie in Baden-Württemberg.
Ende Juli 2018 wurde er emeritiert.

## Ehrenamtliche Tätigkeiten
Franz Caspar ist Past President der International Federation for Psychotherapy (IFP) und der Society of Psychotherapy Research (SPR), er war im Steuerungsausschuss und Vorsitzender des Forschungskomitees der Society for the Exploration of Psychotherapy Integration (SEPI), Mitglied im Steering Committee of The Third Interdivisional APA Task Force on Evidence-Based Relationships and Responsiveness.
Er war Mitglied der Forschungskommission der Universität Bern, des Qualitätssicherungsausschusses der Psychotherapeutenkammer Baden-Württemberg und verschiedener weiterer Kommissionen. Er ist in mehreren Beiräten von Psychotherapie-Weiterbildungsinstituten, Mitglied Kommission PSyG beim Schweizerischen Akkreditierungsrat (AAQ), Mitglied Programmleitung DAS Sportpsychologie Uni Bern.

## Herausgeber von Zeitschriften und Bücher
Franz Caspar war und ist Mitherausgeber diverser wissenschaftlicher Zeitschriften in Psychologie und Psychiatrie.
- Mitherausgeber «Zeitschrift für Psychotherapie, Psychosomatik und medizinische Psychologie»
- Editorial Board: «In Session / Journal of Clinical Psychology»
- Editorial Board: «Pragmatic Case Studies in Psychotherapy» (e-Journal mit Peer-Review)
- Herausgeber von Büchern und Trainingsmaterial: «Verhaltenstherapie und Psychosoziale Praxis» (VPP), 1983–1987
- Associate Editor: «Psychotherapy Research»
- Associate Editor; «Psychotherapeut»
- Mitherausgeber: «Verhaltenstherapie»
- Editorial Board: «Swiss Journal of Psychology»
- Herausgeber und Mitherausgeber von diversen Büchern in Klinischer Psychologie

## Publikationen
Eine umfangreiche Publikationsliste findet sich auf seiner Homepage der Universität.

### Auswahl von Büchern
- Beziehungen und Probleme verstehen, Eine Einführung in die psychotherapeutische Plananalyse 1. Auflage 1989, 2. Auflage 1996, 3. Auflage 2007, 4. Auflage Hogrefe 2018
- Klinische Psychologie, Springer Verlag 2018
- mit 4 weiteren Autoren: Verhaltenstherapeutische Fallberichte für die Approbationsprüfung dgvt-Verlag 2023
- Herausgeber der deutschen Ausgabe von D.H. Barlow: Transdiagnostische Behandlung emotionaler Störungen. Hogrefe Verlag 2019
- mit S. Herpertz und K. Lieb: Psychotherapie: Funktions- und störungsorientiertes Vorgehen. Urban&Fischer Verlag 2017
- mit M. Belz und E. Schramm: CBASP: Grundlegende Konzepte und neue Entwicklungen. München: Elsevier 2013
- mit B. Röhrle und P. F. Schlottke: Lehrbuch der klinisch-psychologischen Diagnostik. Kohlhammer Verlag 2008

## Auszeichnungen
Franz Caspar erhielt
- den Fakultätspreis, der Phil.-hist. Fakultät der Universität Bern, 1985, für die Dissertation[1]
- den Outstanding Early Career Achievement Award der Internationalen Society for Psychotherapy Research (SPR), 1993[5]
- die Auszeichnung der Tübinger Studierenden für die beste Vorlesung im fortgeschrittenen Studienabschnitt, WS 1995/96, SS 1996[1]
- den Senior Distinguished Research Career Award der Internationalen Society for Psychotherapy Research (SPR), 2018.[5]
- den Preis der Deutschen Gesellschaft für Verhaltenstherapie (DGTVT) 2021 für herausragende Beiträge zur Psychotherapie und Verhaltenstherapie.[6]